# Cornelis Kruseman
Cornelis Kruseman (Amsterdam, 25 september 1797 – Lisse, 14 november 1857) was een Nederlandse kunstschilder.
Hij werd geboren als zoon van Alexander Hendrik Kruseman (1765 - 1829) en Cornelia Bötger. Hij bleef in die stad wonen tot hij in 1821 op reis ging naar Zwitserland en Italië, om ten slotte in Parijs terecht te komen. In 1825, na zijn terugkeer in Nederland, vestigde hij zich in Den Haag. Op 3 oktober 1832 trouwde hij met Henriette Angelique Meijer. In 1841 vertrok hij opnieuw naar Italië, waar hij 6 jaar zou blijven. Hij wordt daarom ook wel de "Italiaanse Kruseman" genoemd. Van 1847 tot 1854 woonde hij in 's Gravenhage, en daarna tot zijn dood in Lisse.

## Carrière
Cornelis Kruseman kreeg vanaf zijn veertiende jaar les aan de Amsterdamse Tekenacademie en volgde lessen van Charles Howard Hodges (1764 - 1837), Petrus Antonius Ravelli (1788 - 1861) en Jean Augustin Daiwaille (1786 - 1850).
Zijn oeuvre bevat zowel portretten en Bijbelse onderwerpen als Italiaanse taferelen. In 1826 gaf hij een reisverslag uit, geheten Aanteekeningen van C. Kruseman, betrekkelijk deszelfs kunstreis en verblijf in Italië. Hij is op verschillende manieren voor zijn werk geëerd. Zo werd hij in 1831 benoemd tot ridder in de Orde van de Nederlandse Leeuw en in 1847 tot Commandeur in de Orde van de Eikenkroon, een Luxemburgse orde die in 1841 werd ingesteld door koning Willem II, groothertog van Luxemburg. In Amsterdam (1917), Eindhoven (1954), Leeuwarden (1956) en Ede (1981) werden straten naar hem vernoemd.
Onder zijn vele leerlingen bevonden zich onder anderen Raden Saleh, zijn achterneef Jan Adam Kruseman (1804-1862) en Herman Frederik Carel ten Kate (1822-1891).
In 1996 is door mevr. J.M.C. Ising (19 juli 1899 – 6 oktober 1996), een afstammeling van Johannes Diederik Kruseman (16 maart 1794 – 13 januari 1861), de broer van Cornelis, de Cornelis Kruseman - J.M.C. Ising Stichting opgericht, kortweg de Cornelis Kruseman Stichting. Deze heeft tot doel binnen Nederland grotere bekendheid te geven aan het werk van Cornelis Kruseman en zijn schilderende familieleden.

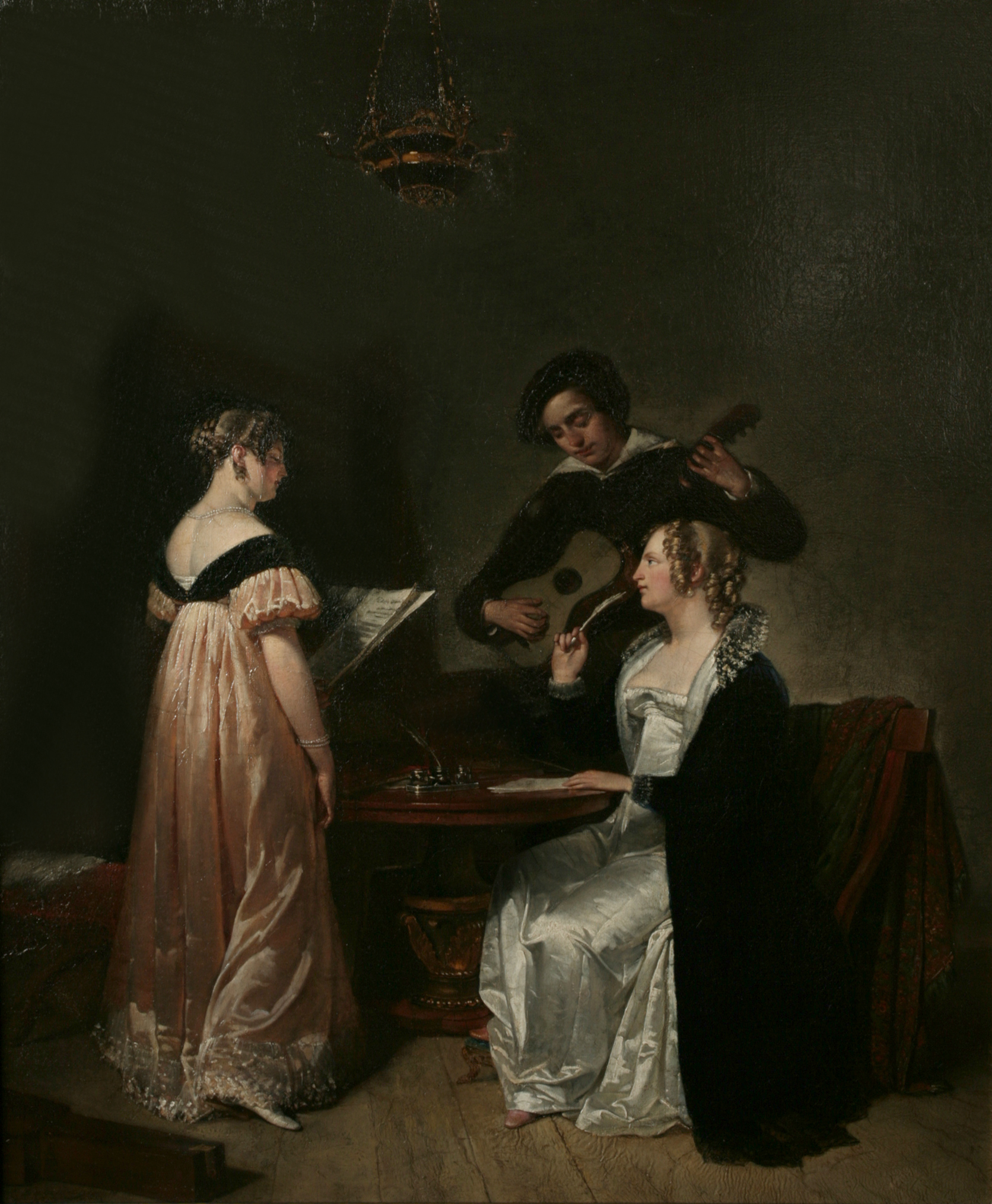
Cornelis Kruseman Interieur met Sofie en Henriëtte Lotzen en de schilder Kruseman, spelend op een gitaar, 1814
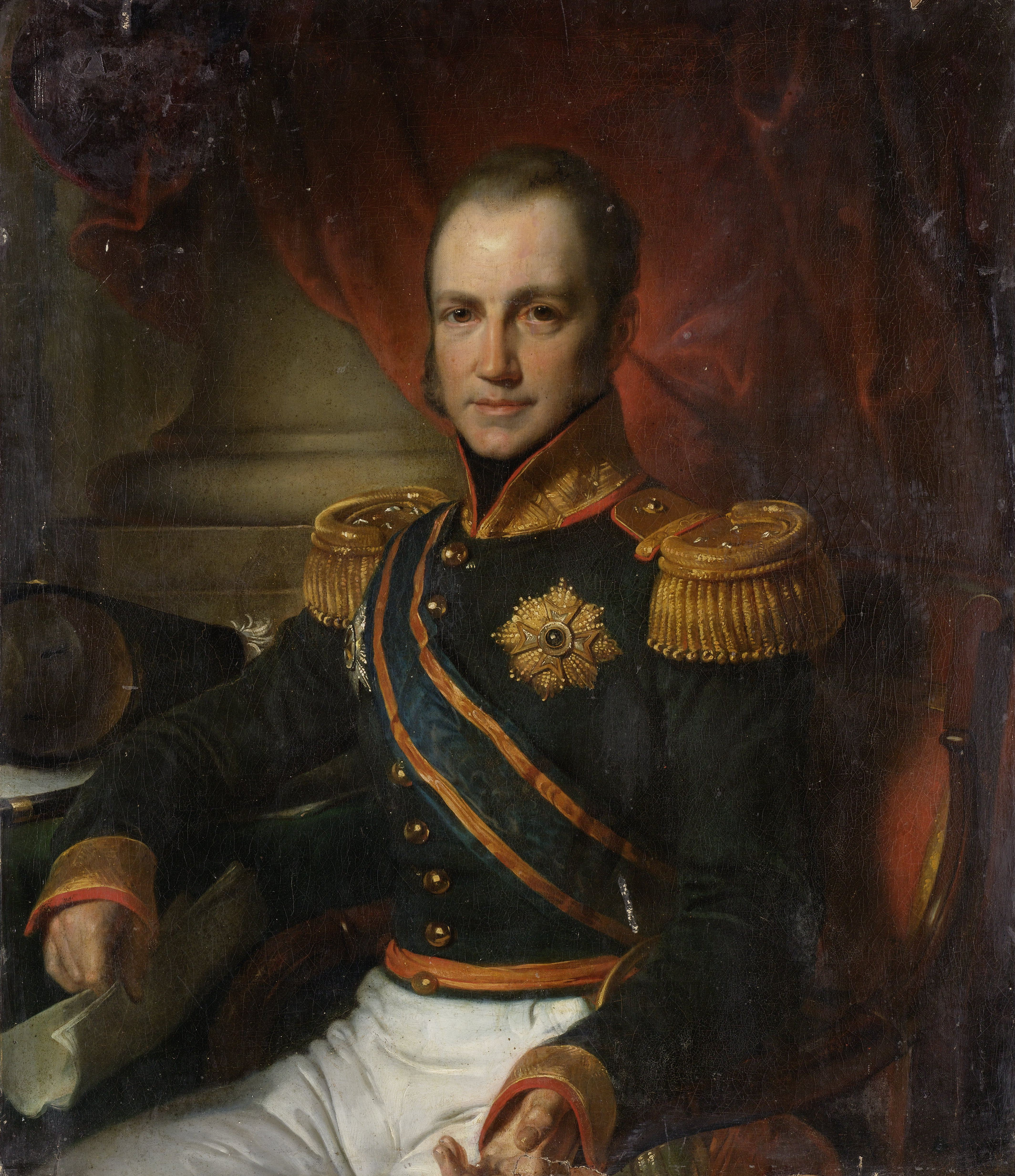
Cornelis Kruseman Portret van Godert Alexander Gerard Philip Baron van der Capellen (1778-1848) circa 1816 of later
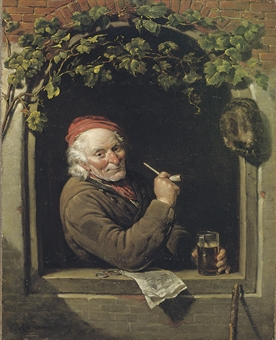
Cornelis Kruseman Man met een pijp, 1817
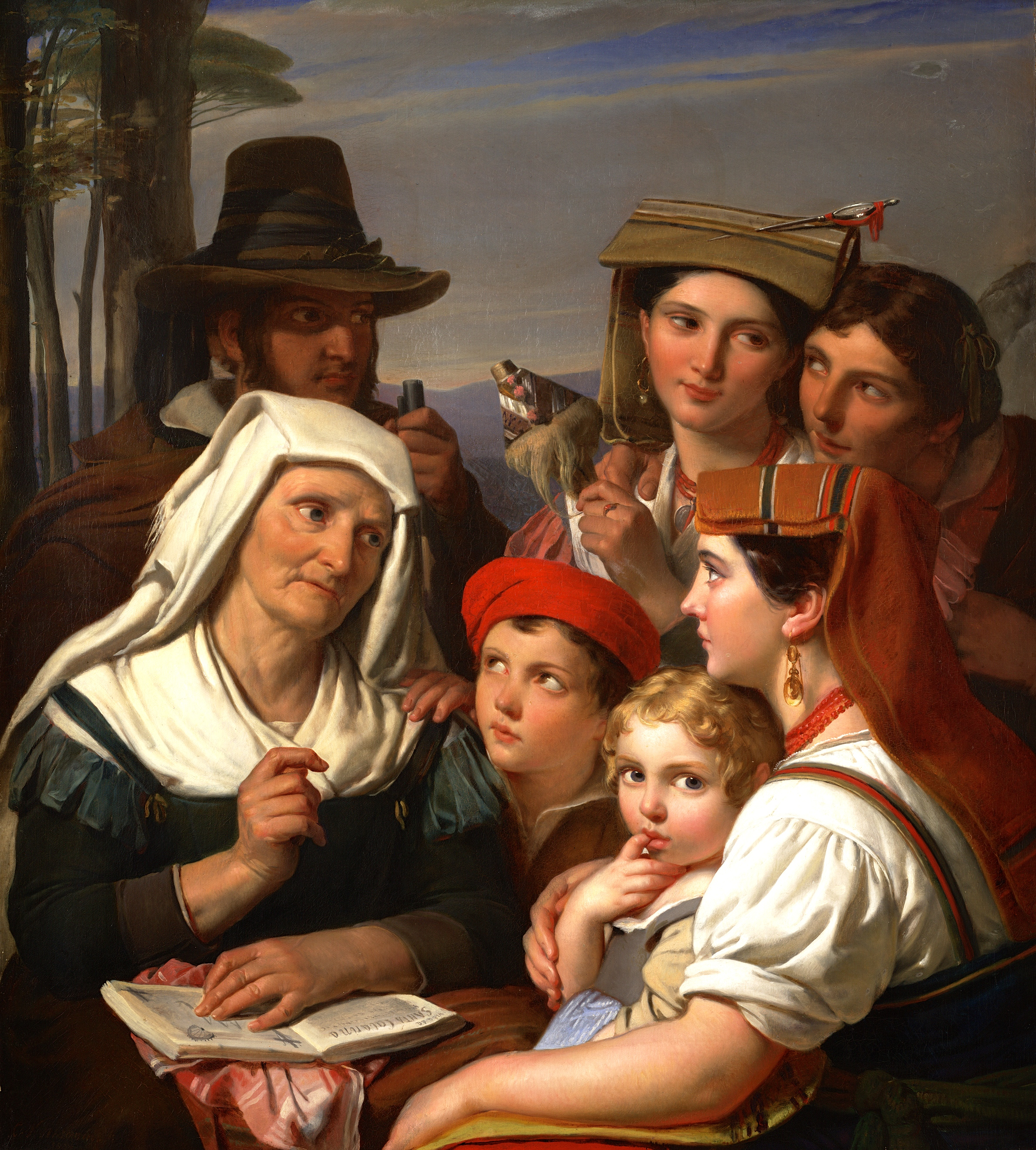
De legende, 1827
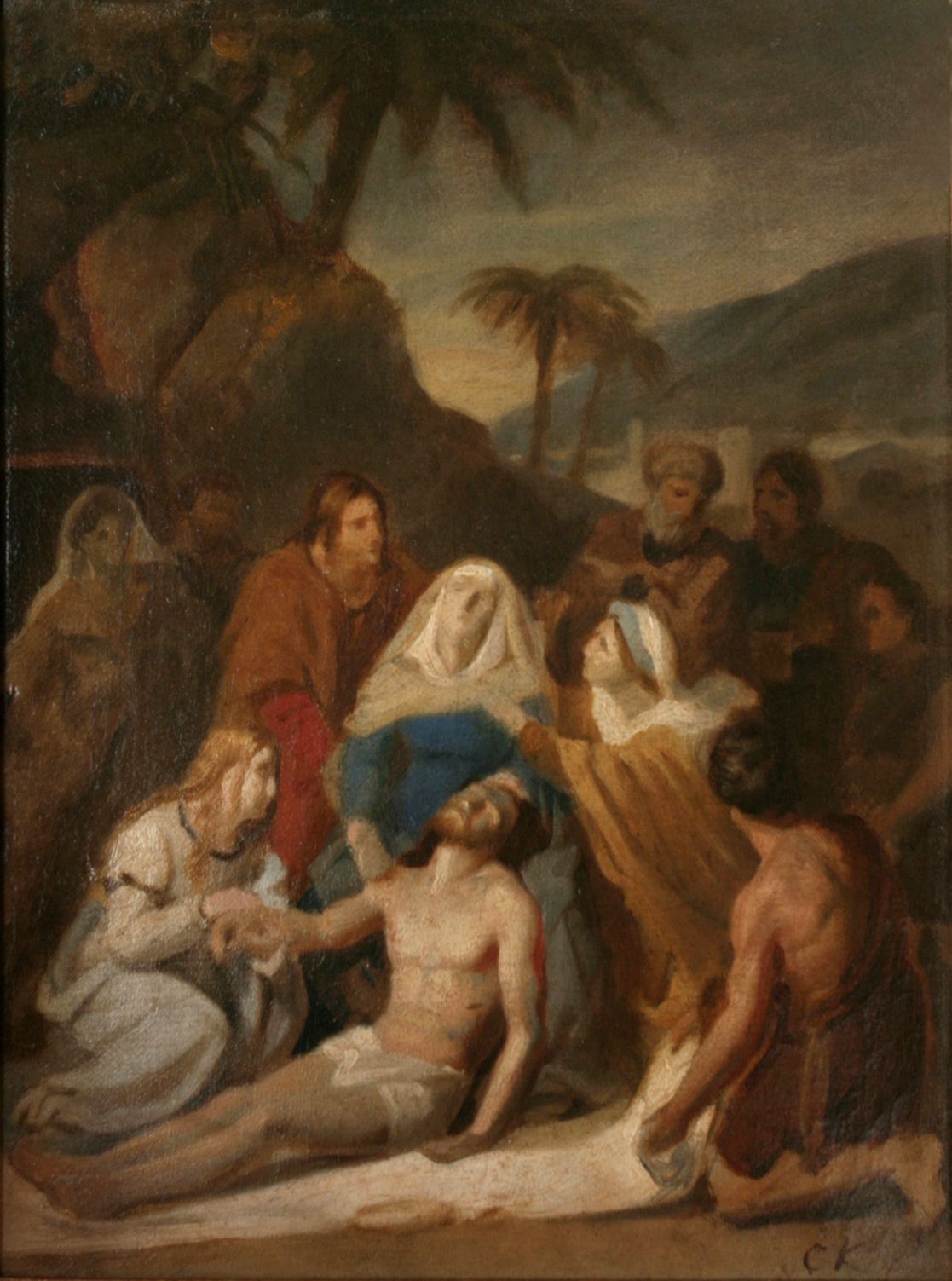
Cornelis Kruseman Lamentation of Christ, circa 1830
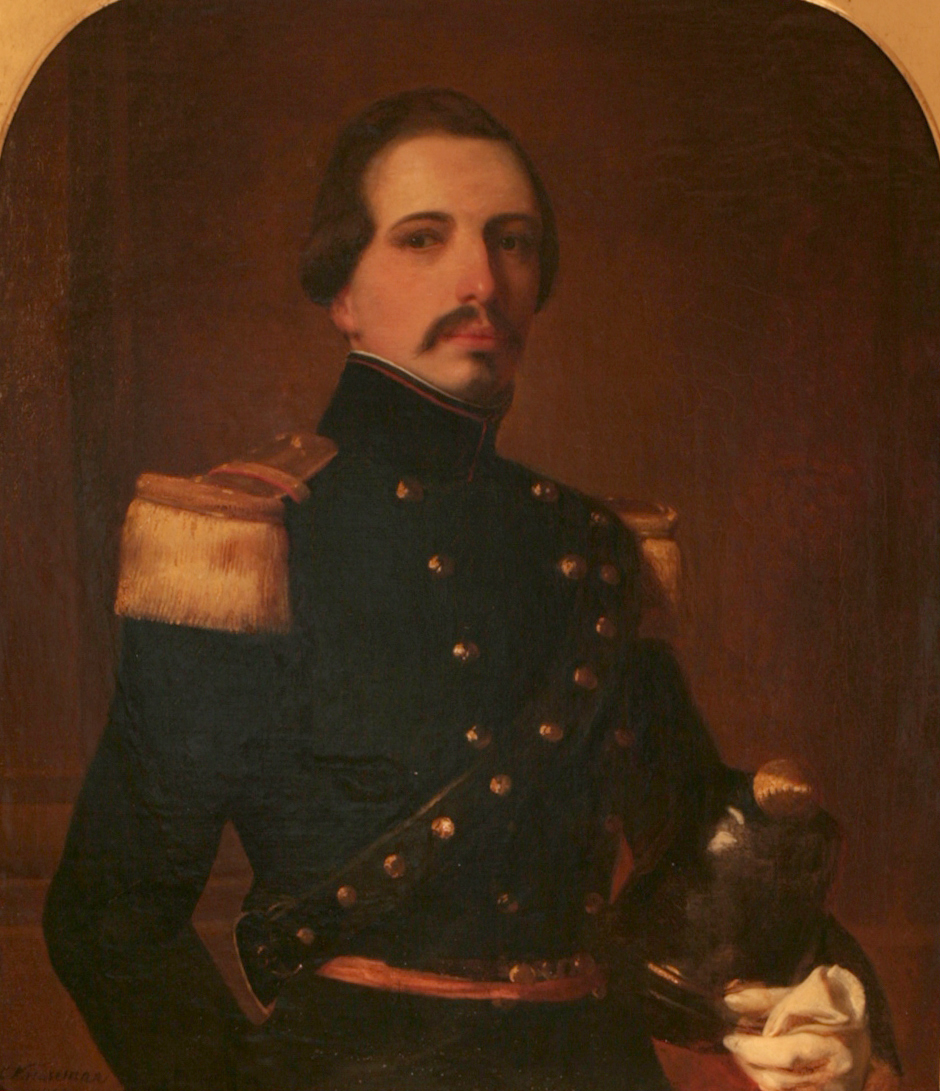
Cornelis Kruseman Portret van Constant Gautier Catherine François Ising
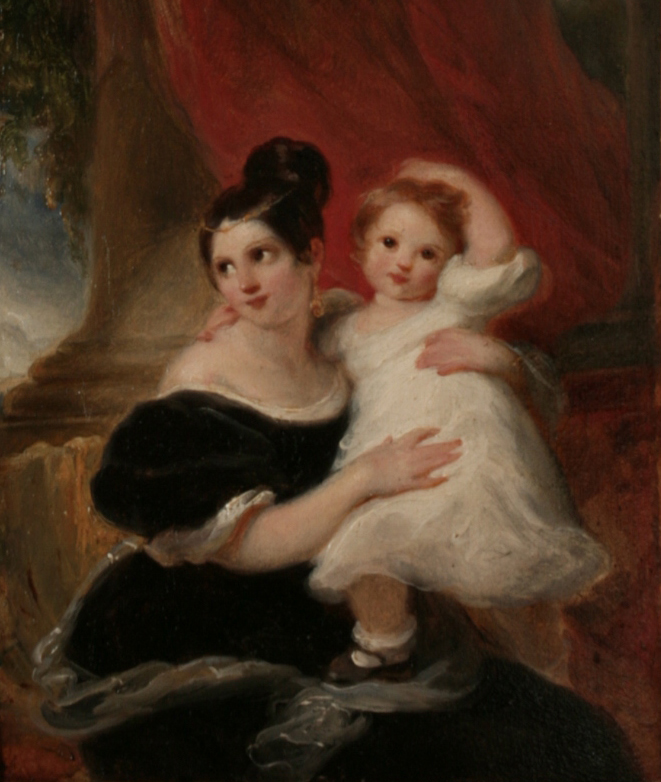
Cornelis Kruseman Moeder en kind.
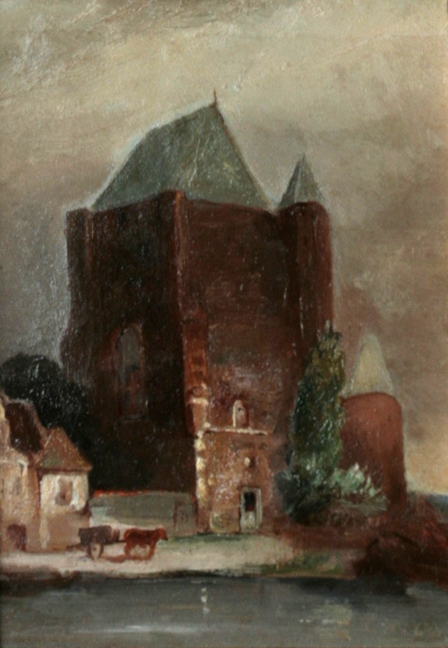
Cornelis Kruseman Toren bij het water